# Stichonodon insignis
Stichonodon insignis ist eine südamerikanische Fischart aus der Salmlerfamilie Acestrorhamphidae und im Amazonasbecken weit verbreitet.

## Merkmale
Stichonodon insignis erreicht eine maximale Standardlänge von 14 Zentimeter und hat einen rundovalen, silbrigfarbenen Körper mit einem einer scharfen, kielartigen Bauchkante. Oberhalb des vorderen Seitenlinienabschnitts befindet sich ein dunkler Schulterfleck, der nach oben diffus verläuft. Alle Flossen sind transparent, haben aber dunkle Ränder. Die Afterflosse ist sehr lang und wird von 36 Flossenstrahlen gestützt. Schwanz- und Afterflosse sind beschuppt. Ein Stachelstrahl am Beginn der Rückenflosse fehlt. Die Prämaxillare ist mit zwei Zahnreihen besetzt.

## Lebensraum und Lebensweise
Stichonodon insignis lebt im Amazonasbecken und wird vor allem in den Seen der Überflutungsgebiete gefunden. Er ist schreckhaft und ernährt sich vor allem von Wasserflöhen und anderen kleinen Wirbellosen.

## Systematik
Die Salmlerart wurde 1876 durch den österreichischen Zoologen Franz Steindachner unter der Bezeichnung Luetkenia insignis erstmals wissenschaftlich beschrieben.
Die Gattung Stichonodon ist 1903 durch den US-amerikanischen Ichthyologen Carl H. Eigenmann eingeführt worden, da der Name Luetkenia möglicherweise durch eine Krebstiergattung präokkupiert war. Die Gattung Stichonodon ist monotypisch. Stichonodon gehört zur Salmlerfamilie Acestrorhamphidae und ist die Typusgattung der Unterfamilie Stichonodontinae, zu der auch die Gattungen Hasemania und Nematocharax, sowie einzelne Arten aus den nicht monophyletischen Gattungen Hemigrammus, Hyphessobrycon und Moenkhausia gehören.